# Pößneck
Pößneck è una città di 11 654 abitanti della Turingia, in Germania.
Appartiene al circondario della Saale-Orla (targa SOK) ed è indipendente delle comunità amministrative (Verwaltungsgemeinschaft).La cittadina è famosa per la spettacolare fuga in mongolfiera dalla Germania Est verso la Germania Ovest di due famiglie del posto, Strelznyk e Wetzel(otto persone in tutto)avvenuta nel 1979 e conclusasi felicemente in Franconia.